# 佐藤まさき
佐藤 まさき（さとう まさき、1976年5月7日 - ）は、日本の漫画家。血液型はA型。

## 経歴
1995年、『てめーら紺情だせや!!』で『週刊少年ジャンプ』（集英社）第7回GAGキング残念賞を受賞。1996年、『恋愛超人告白MEN』で『月刊少年チャンピオン』（秋田書店）第17回MCコミック杯のブロンズ杯大賞受賞（受賞時のペンネームは「佐藤正基」）。『月刊少年チャンピオン』1996年6月号に同作品が掲載されデビュー。『週刊ヤングサンデー』（小学館）で連載されていた『超無気力戦隊ジャパファイブ』は2度の短期集中連載の後、本連載が開始された。2021年4月3日、作画をつとめる『風都探偵』のアニメ化が発表された。

## 作品

### 連載
- ボクら超常倶楽部です（月刊少年チャンピオン 1996年12月号 - 1998年11月号、秋田書店、全1巻）
- 超ヒーロー大百科（月刊少年チャンピオン 1998年12月号 - 1999年2月号、秋田書店）
- 未来人間GOGOGO（月刊少年チャンピオン 1999年3月号 - 2002年8月号、秋田書店、全7巻）
- 超無気力戦隊ジャパファイブ（週刊ヤングサンデー 2004年47号 - 51号、2005年14号 - 18号、2005年49号 - 2008年35号、YSスペシャルVOL.1 - VOL.3、小学館、全9巻）
- 釣りチチ・渚（月刊サンデージェネックス 2009年4月号 - 2012年3月号、小学館、全5巻）
- サラダぼ。〜SALADA BOWL Diary〜（月刊!スピリッツ 2009年11月号 - 2011年3月号、小学館、全2巻）
- LOVE理論（原案：水野敬也、漫画アクション 2012年17号 - 2014年12号、双葉社、全5巻）
- ガットショット（監修:日本ポーカー協会、漫画アクション 2014年 - 2016年、日刊ゲンダイ 2014年11月3日号 - 不明、全4巻）
- パラフィリア 〜人間椅子奇譚〜（やわらかスピリッツ 2016年8月5日 - 2017年3月17日、小学館、全2巻）
- 風都探偵（原作：石ノ森章太郎、脚本：三条陸、週刊ビッグコミックスピリッツ 2017年36・37合併号 - 、小学館、既刊18巻） - 『仮面ライダーW』の続編

### 読切
- 恋愛超人告白MEN（月刊少年チャンピオン1996年6月号、10月号、11月号、秋田書店）
- （株）キュ・キュ・キュ堕天使隊（週刊ヤングサンデー2003年39号、小学館）
- 白いコイビト（ヤングサンデー増刊2004年2月15日号、小学館）
- 超無気力戦隊ジャパファイブ外伝 美少女激写・夏の陣（ヤングサンデー増刊2005年9月20日号、小学館）

## アシスタント
- アダチケイジ[2]